# Suryadharma Ali

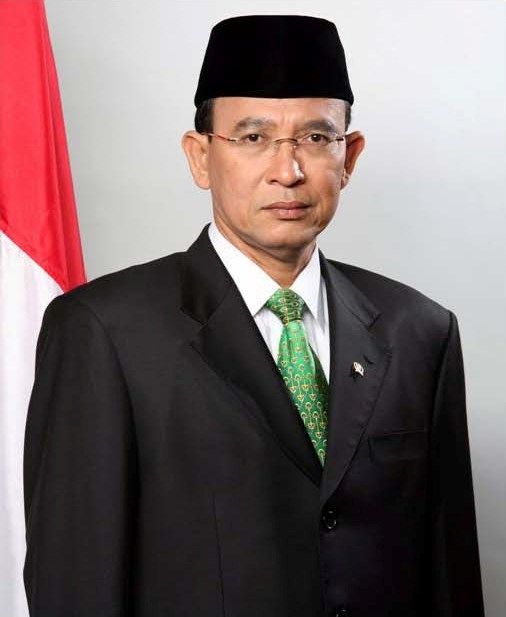
Suryadharma Ali

Suryadharma Ali (* 19. September 1956 in Jakarta; † 31. Juli 2025 ebenda) war ein indonesischer Politiker. Er war von Oktober 2009 bis 2014 Religionsminister seines Landes. Zuvor war er von 21. Oktober 2004 bis zum 1. Oktober 2009 Staatsminister für Genossenschaften und kleine und mittlere Unternehmen im Kabinett von Präsident Susilo Bambang Yudhoyono gewesen.
1984 schloss er die Jakarta Islamic State University ab. Danach arbeitete er einige Jahre in der Privatwirtschaft. Im Februar 2007 wählte ihn die Vereinigte Entwicklungspartei (PPP) als Nachfolger von Hamzah Haz zu ihrem Vorsitzenden.

## Positionen
Im September 2010 forderte er das vollständige Verbot der Ahmadiyya. Er begründete das damit, dass ihre Lehren vom Koran abwichen.
Im April 2012 forderte er als Leiter der 2008 gegründeten indonesischen Anti-Pornografie-Taskforce das Verbot von Röcken, die nicht bis zu den Knien reichen. Das Tragen solcher Kleidungsstücke sollte als Pornographie geahndet werden. Masruchah, die Vizevorsitzende der Nationalen Frauenkommission, bezeichnete das Vorhaben als Verletzung der Rechte der Frauen. Auch der stellvertretende Parlamentssprecher Pramono Agung kritisierte den Vorschlag.